# Luca Siligardi
Luca Siligardi (Correggio, 26 de enero de 1988) es un futbolista italiano que juega de delantero en el SPAL de la Serie C.

## Clubes
| Club                            | País   | Año           |
| ------------------------------- | ------ | ------------- |
| Inter de Milán                  | Italia | 2008-2011     |
| S. S. C. Bari (cedido)          | Italia | 2008-2009     |
| Piacenza Calcio (cedido)        | Italia | 2009          |
| U. S. Triestina Calcio (cedido) | Italia | 2009-2010     |
| Bolonia F. C. 1909 (cedido)     | Italia | 2010-2011     |
| A. S. Livorno Calcio            | Italia | 2011-2015     |
| Hellas Verona                   | Italia | 2015-2017     |
| Parma Calcio 1913               | Italia | 2017-2022     |
| F. C. Crotone (cedido)          | Italia | 2020-2021     |
| A. C. Reggiana 1919 (cedido)    | Italia | 2021          |
| FeralpiSalò                     | Italia | 2022-2023     |
| SPAL                            | Italia | 2023-presente |

## Palmarés

### Títulos nacionales
| Título  | Club        | País   | Año  |
| ------- | ----------- | ------ | ---- |
| Serie C | Feralpisalò | Italia | 2023 |